# Hinkelstein (Armsheim)
Der Hinkelstein (1576 als Hynkelstein bezeichnet) ist ein Menhir bei Armsheim im Landkreis Alzey-Worms in Rheinland-Pfalz.

## Lage und Beschreibung
Der ursprüngliche Standort des Steins ist nicht bekannt. Vielleicht diente er einst als Bekrönung für einen heute zerstörten Grabhügel. Wohl ab dem Mittelalter wurde er zusammen mit dem Dicken Stein, dem Spitzen Stein, dem heute zerstörten Haugstein und einem weiteren Menhir als Grenzstein zwischen Armsheim und Flonheim verwendet. 1975 wurde er wegen des Baus eines Autobahnrastplatzes ein Stück nach Osten versetzt. Der Dicke Stein und der Spitze Stein, die 1979 und nochmals 2001 ebenfalls versetzt wurden, befinden sich heute 500 m nordöstlich auf einer kleinen Grünanlage direkt im Ort in der Bahnhofstraße. 1,5 km südlich befindet sich der Lange Stein von Flonheim.
Der Menhir besteht aus Kalkstein, als dessen Herkunftsort der 2 km entfernte Geiersberg identifiziert werden konnte. Er hat eine stark zerfurchte und verwitterte Oberfläche und weist im unteren Teil ein durchgehendes Loch auf. Er hat eine Höhe von 170 cm, eine Breite von 120 cm und eine Tiefe von 55 cm. Er ist unregelmäßig plattenförmig und läuft in einer schrägen Spitze aus.